# 1re cérémonie des Gérard du cinéma
La 1re cérémonie des Gérard du cinéma, une parodie qui récompense chaque année les pires réalisations du cinéma français, s'est déroulée le 23 février 2006 à la discothèque « Le Baron » (Paris).

## Palmarès

### Plus mauvais film
- Iznogoud de Patrick Braoudé
  - Les Parrains de Frédéric Forestier
  - La Boîte noire de Richard Berry
  - Les Chevaliers du ciel de Gérard Pirès
  - Angel-A de Luc Besson

### Plus mauvais acteur
- Michaël Youn dans Iznogoud de Patrick Braoudé
  - Jean Reno dans L'Empire des loups de Chris Nahon
  - Johnny Hallyday dans Quartier VIP de Laurent Firode
  - Titoff dans Cavalcade de Steve Suissa
  - Jean-Pierre Castaldi dans Travaux, on sait quand ça commence... de Brigitte Roüan

### Plus mauvaise actrice
- Arielle Dombasle dans Le Courage d'aimer de Claude Lelouch
  - Michèle Bernier dans Le Démon de midi de Marie-Pascale Osterrieth
  - Rie Rasmussen dans Angel-A de Luc Besson
  - Alexandra Lamy dans Au suivant ! de Jeanne Biras
  - Audrey Tautou pour le rôle de Martine dans Les Poupées russes[2]

### Plus mauvais acteur ou actrice «fils ou fille de»
- Arthur Jugnot dans Cavalcade
  - Julie Depardieu dans Le Passager d'Éric Civanyan
  - Salomé Lelouch dans Le Courage d'aimer de Claude Lelouch
  - Eva Green dans Kingdom of Heaven de Ridley Scott
  - Sarah Biasini dans Mon petit doigt m'a dit... de Pascal Thomas
  - Adrien Jolivet dans Zim and Co. de Pierre Jolivet

### Plus mauvais film avecJacques Villeretaprès la mort de Jacques Villeret
- Iznogoud de Patrick Braoudé
  - Les Parrains de Frédéric Forestier
  - Les Âmes grises d'Yves Angelo
  - L'Antidote de Vincent de Brus

### Plus mauvais film avecJean Dujardin
- Il ne faut jurer de rien ! d'Éric Civanyan
  - L'Amour aux trousses de Philippe de Chauveron
  - Brice de Nice de James Huth

### Plus mauvais réalisateur
- Patrick Braoudé pour Iznogoud
  - Frédéric Forestier pour Les Parrains
  - Luc Besson pour Angel-A
  - Benoît Pétré, Deborah Saïag, Mika Tard, Isabelle Vitari pour Foon
  - Cédric Kahn pour L'Avion

### Plus mauvais scénario original ou adaptation
- Angel-A par Luc Besson
  - Iznogoud par Patrick Braoudé
  - Les Parrains par Olivier Dazat, Alexandre de la Patellière, Mathieu Delaporte
  - Les Chevaliers du ciel par Gilles Malençon
  - L'Avion par Cédric Kahn

### Plus mauvaise production, plus mauvaise réalisation ou plus mauvais scénario deLuc Besson
- Le Transporteur 2
  - Angel-A
  - Le Souffleur
  - Ze Film
  - La Boîte noire
  - Danny the Dog

### Plus mauvais film étranger
- Et si c'était vrai... (Just Like Heaven) •  États-Unis

### Plus mauvaise prestation d'un membre de la famille Birkin
- Lou Doillon dans La Vida perra de Juanita Narboni
  - Charlotte Gainsbourg dans Lemming de Dominik Moll
  - Yvan Attal dans Anthony Zimmer de Jérôme Salle
  - Jane Birkin
  - Jacques Doillon

### Plus mauvaise tentative d'un comique dans un rôle dramatique «à laColuchedansTchao Pantin»
- Élie Semoun dans Aux abois
  - Josiane Balasko dans j'ai vu tuer Ben Barka de Serge Le Péron
  - José Garcia dans La Boîte noire de Richard Berry
  - Jamel Debbouze dans Angel-A de Luc Besson
  - Muriel Robin dans Saint-Jacques… La Mecque de Coline Serreau

### Plus mauvais membre du Splendid
- Christian Clavier dans L'Antidote
  - Gérard Jugnot dans Il ne faut jurer de rien d'Éric Civanyan
  - Thierry Lhermitte dans Foon de Benoît Pétré, Deborah Saïag
  - Josiane Balasko dans j'ai vu tuer Ben Barka de Serge Le Péron
  - Marie-Anne Chazel

### Plus mauvaise actrice agaçante
- Maïwenn dans Le Courage d'aimer
  - Vahina Giocante dans Lila dit ça de Ziad Doueiri
  - Isild Le Besco dans Backstage d'Emmanuelle Bercot
  - Lou Doillon dans La Vida perra de Juanita Narboni de Farida Ben Lyziad
  - Victoria Abril dans Les gens honnêtes vivent en France de Bob Decout

### Plus mauvaise actrice qui bénéficie le mieux des réseaux de son mari
- Arielle Dombasle pour l'ensemble de son œuvre